# 玉島町並み保存地区
玉島町並み保存地区（たましままちなみほぞんちく）は、岡山県倉敷市玉島地域の玉島地区にある町並み保存地区。1995年（平成7年）に岡山県によって指定された。

## 概要

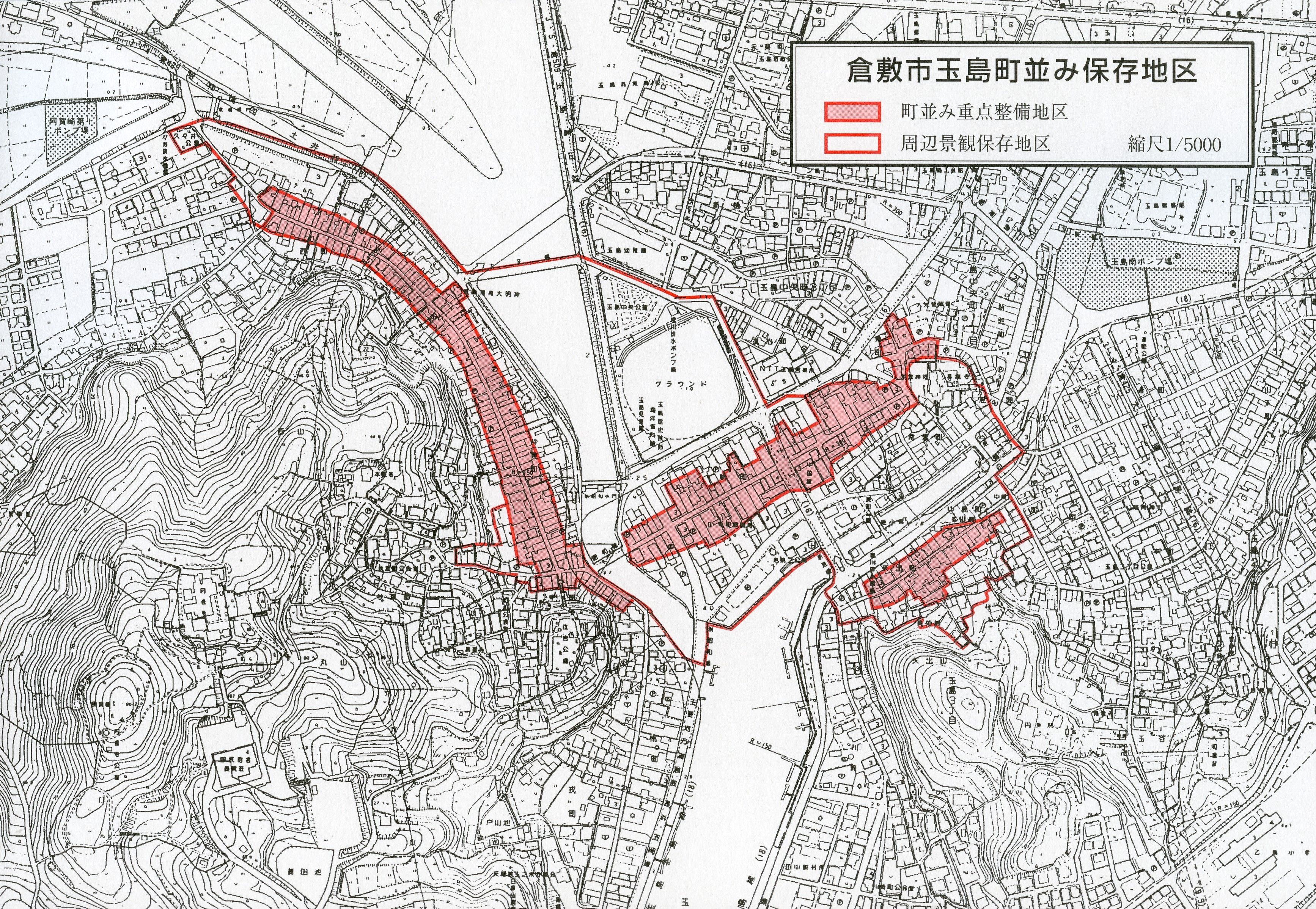
倉敷市玉島町並み保存地区

玉島町並み保存地区は、町並み重点整備地区と周辺景観保存地区から構成され、新町（玉島中央町1丁目の一部）、仲買町（玉島阿賀崎の一部）、矢出町（玉島3丁目の一部）の3つのエリアからなる。
玉島はかつて瀬戸内海に囲まれる島々であった。江戸時代（元禄）に新田開発で堤防が築かれ、羽黒神社を中心に放射状に堤防が伸び、その上に町ができ、玉島固有の都市構造が形成されていった。干拓を進める傍ら北前船の寄港地および高瀬舟の水運により物資が集散する港町として繁栄した。
現在でも、虫籠窓や漆喰壁、なまこ壁をもつ本瓦葺き塗屋造りの商家や土蔵が数多く現存している。
1995年（平成7年）に岡山県町並み保存地区に指定された。また、2017年（平成29年）4月28日に同地区を含む、倉敷市の「一輪の綿花から始まる倉敷物語～和と洋が織りなす繊維のまち～」のストーリーが日本遺産に認定された。

## 歴史

### 始まり
1642年（寛永19年）：水谷勝隆が備中松山藩主になる。
水谷勝隆は、松山城下町の外港として玉島港の建設、周辺の新田開発、また問屋町の建設を行った。高瀬通が開かれ玉島と松山間の幹線水路を整備する。2代藩主水谷勝宗と3代藩主水谷勝美が50年間、高梁・新見間の水路を整備し、舟の運航の便を図る。
1670年（寛文10年）：阿賀崎新田が玉島新田の西に完成される。東南部の堤防上に屋敷割がなされる。そこに、商人達が誘致され、新町が形成される。
1671年（寛文11年）：柏島の丸山と羽黒山をせきとめる新町堤防が建設される。

### 全盛期
新町問屋街に西国屋・大国屋（松山藩板倉勝静の儒臣の川田甕江の生家）などの43件の問屋が軒を連ねる。問屋が仲買人を通して鰊粕・干鰯などを取引した。
1672年（寛文12年）：北陸と上方を結ぶ西回り航路が確立され、北前船が活躍する。
1676年（延宝4年）：下道郡山田村（現在の総社市山田）の菊池重右衛門が阿賀崎の仲買町に移住し、新町の初代庄屋となる。新町に問屋業者を招くことに励む。新町の土手中央に道路を作り、道を挟んで北側に湊問屋の屋敷を作り、南側に千石船を横付けできるように町づくりを進める。
1698年（元禄11年）：世情が安定し開墾地で米作・綿作が増産
1702年（元禄15年）：水谷家の断絶により、天領、丹波亀山藩、松山藩の3藩による支配がはじまる。

### 衰退期
玉島港は以下の理由のため衰退していく。
- 三藩による分割支配
- 繰綿に水を入れて品質が悪くなり、信用を落とした
- 油物の取引が統制されて売買ができなくなった
- 九州の油物と備中の綿の交換売買ができなくなった
- 付近の港ができ、奥まった港で浅瀬で不便であることが際立った

新町の問屋は、当初、43軒あったが、最初に13軒がつぶれ、18世紀後半に急激に減少。1774年(安永3年)には、16軒まで減少し、1779年には13軒となっている。
1756年(宝暦6年)：幕府が全国に油物取引の統制をしたため取引が停止。玉島は九州と油物と備中綿との交換売買を主としていたため、大打撃を受けた。

### 現代
1960年(昭和35年)：汽船時代に入り、地方の小港となるが、水島臨海工業地帯の発展・拡張に伴い、重要港湾水島港地区に編入、水島港玉島港区となる。
1995年(平成7年)：岡山県知事が県下で8番目の町並み保存地区(新町・仲買町・西町・矢井出町)を指定。

## 新町

### 新町の概要
新町地区は、玉島町並み保存地区の中央部に位置し、現在の倉敷市玉島中央町1丁目の一部である。江戸時代初期に港湾施設を建設するために海中に築いた堤防上にあるため、港に接しているのにもかかわらず、周囲よりも標高が高い。またかつて周囲が水面に囲まれていたため、北側（港の反対側）にも船着場の遺構が残されている。

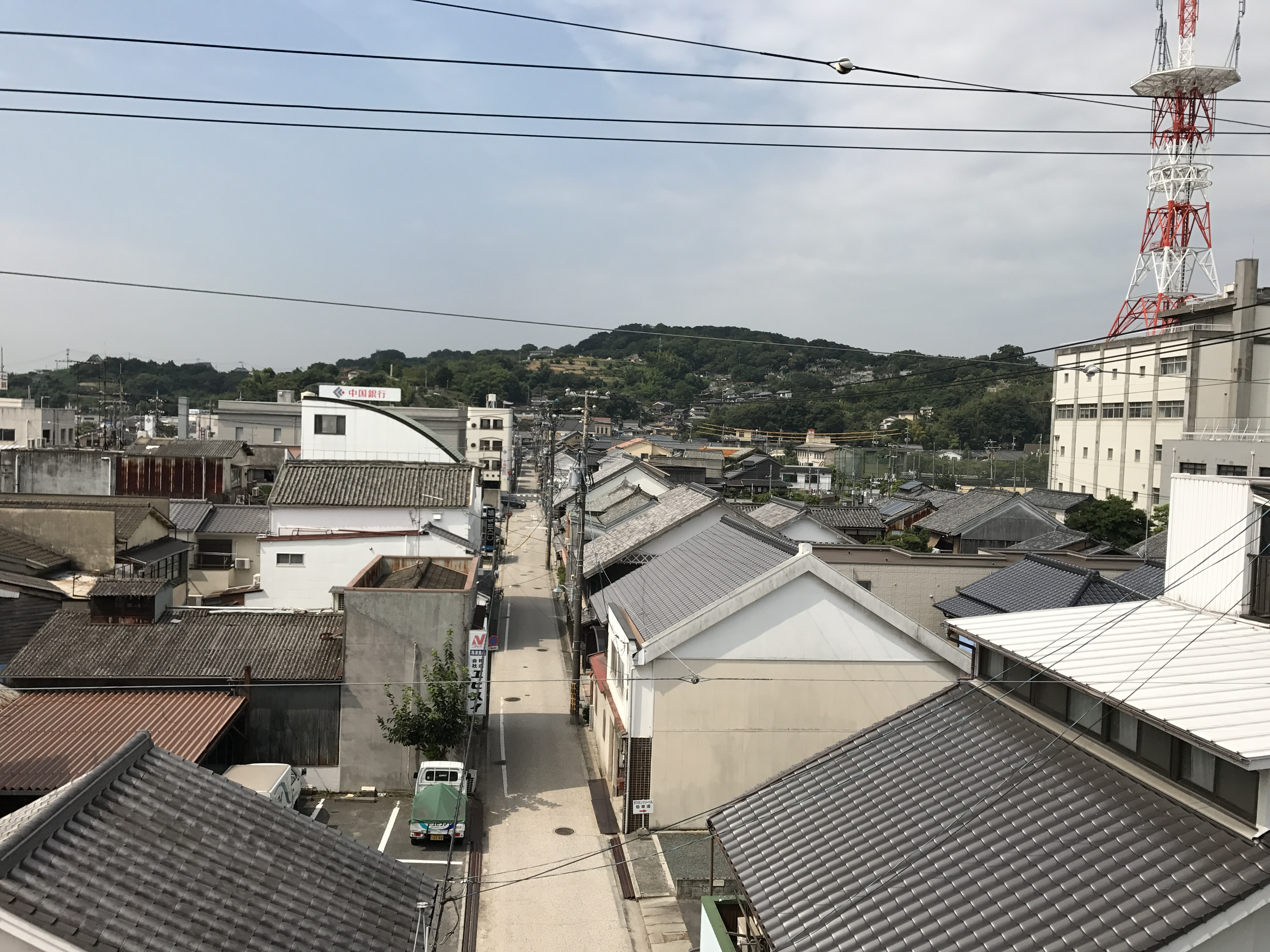
羽黒神社から新町堤防跡を望む

### 新町の歴史
1671年（寛文11年）、備中松山藩主水谷氏から普請を受けた大森氏の干拓事業により、羽黒神社のある阿弥陀島から柏島丸山を結ぶ堤防が建設された。この堤防は、農地を拡張するためだけではなく、松山藩の外港を整備するため、海中に港湾交易施設としても建設された。新町には高梁川流域の港問屋が移住し、港に臨む堤防南面には蔵が、堤防北側には店舗をもつ問屋街が建てられ、個性的な景観が形成された。商業活動が活発になるにつれ当初に敷地では手狭になり、何度かに渡って海が埋め立てられ拡張された。江戸時代、明治時代では玉島港周辺では新町は問屋と仲買、仲買町は卸小売、通町では仲買、卸、小売、常盤町では宿が多いという特徴が見られた。
1938年（昭和13年）、新町北側の里見川一部が埋め立てられて、水面に囲まれた特徴的な景観が失われた。近年、伝統的な建築物が徐々に失われ駐車場となる場所が散見される。

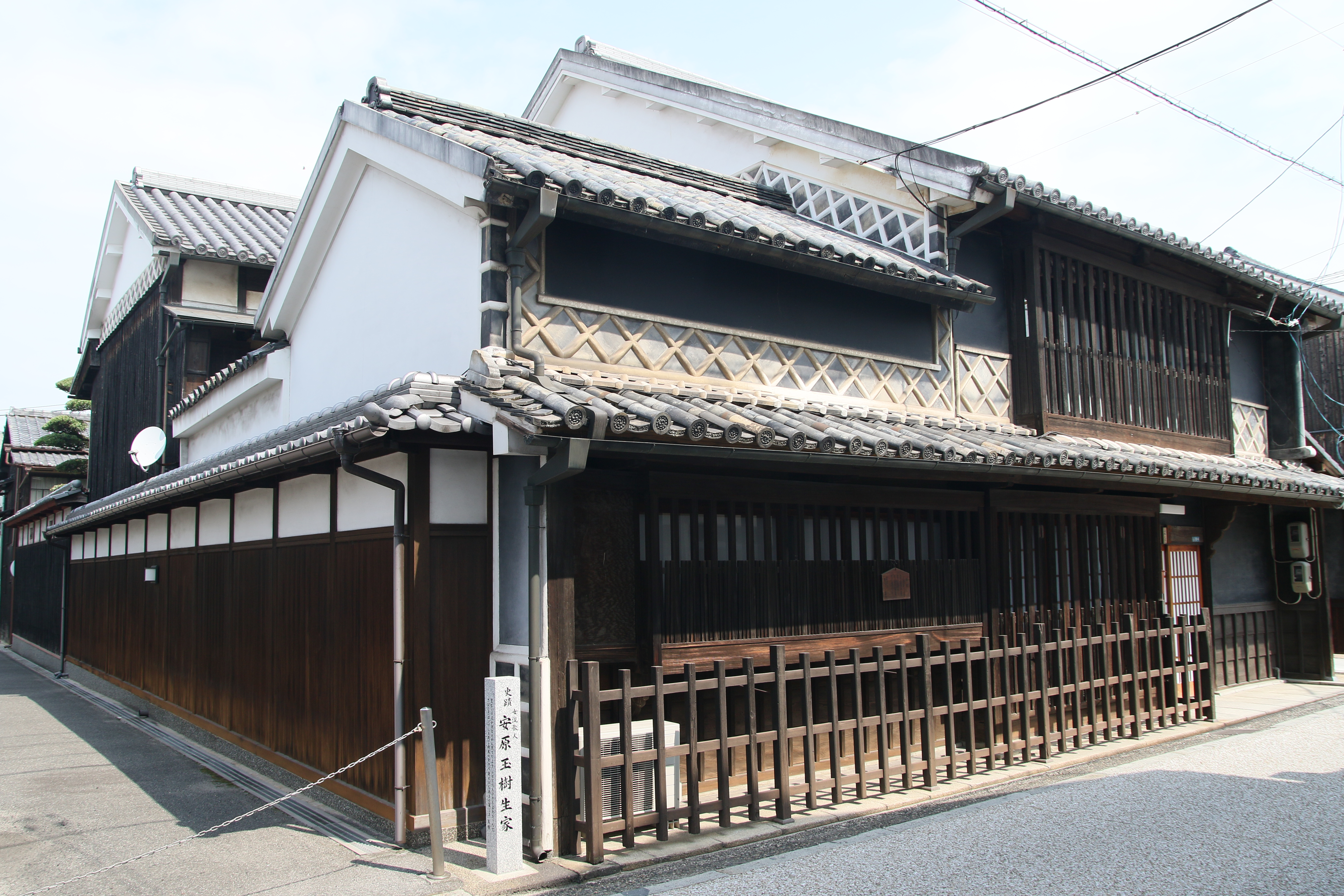
女流歌人・安原玉樹の生家
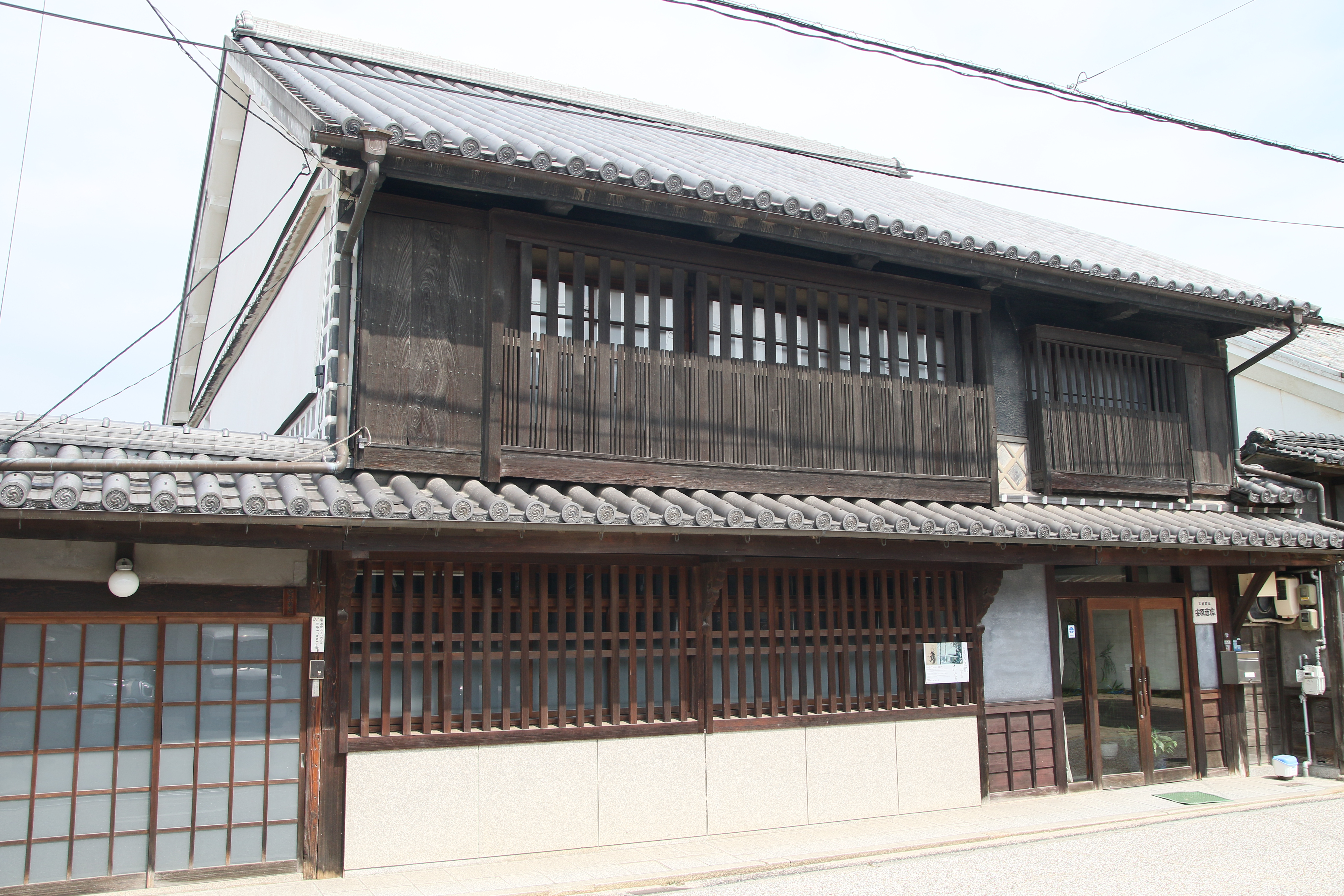
漢学者・川田甕江の生家、大国屋
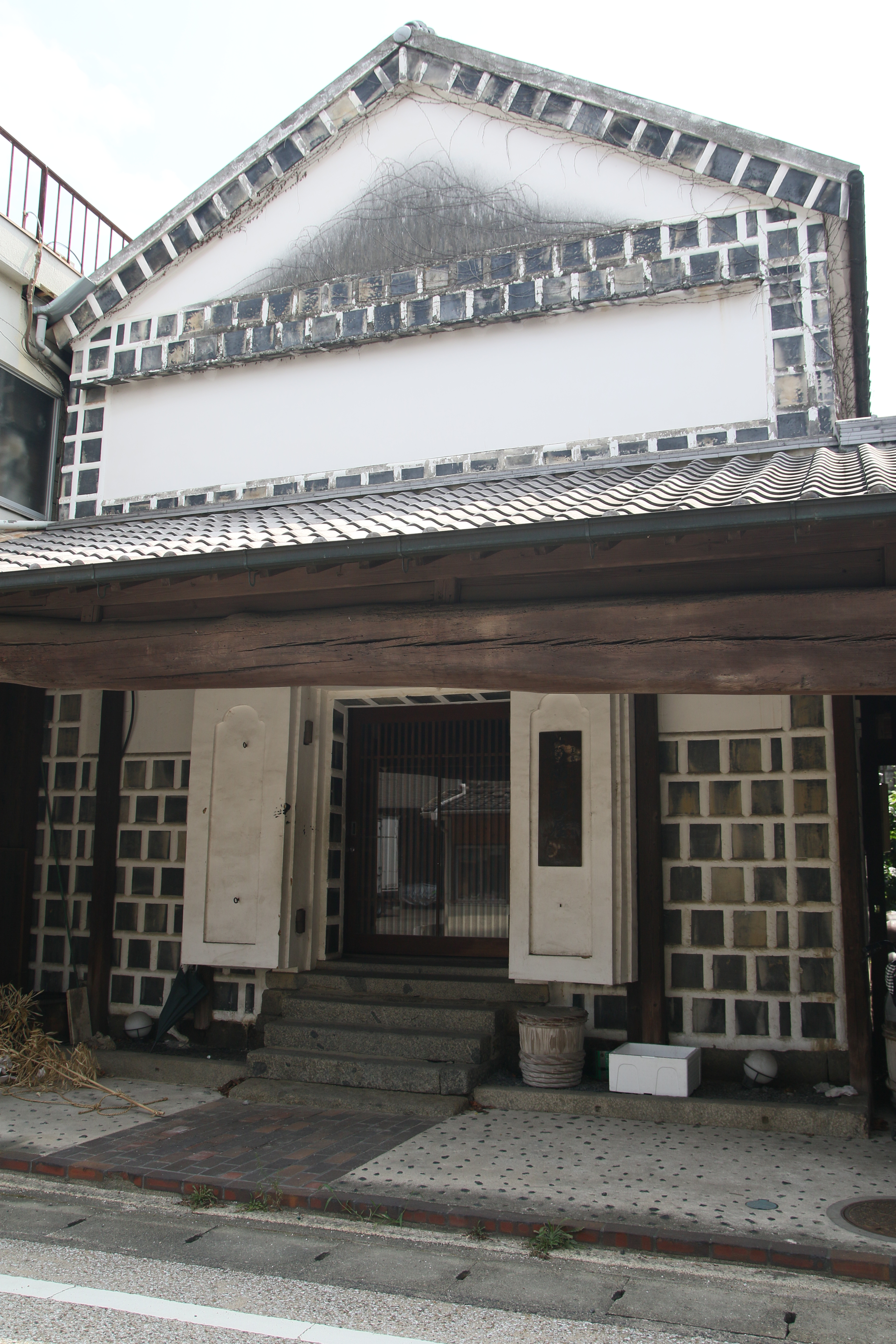
西国屋の蔵
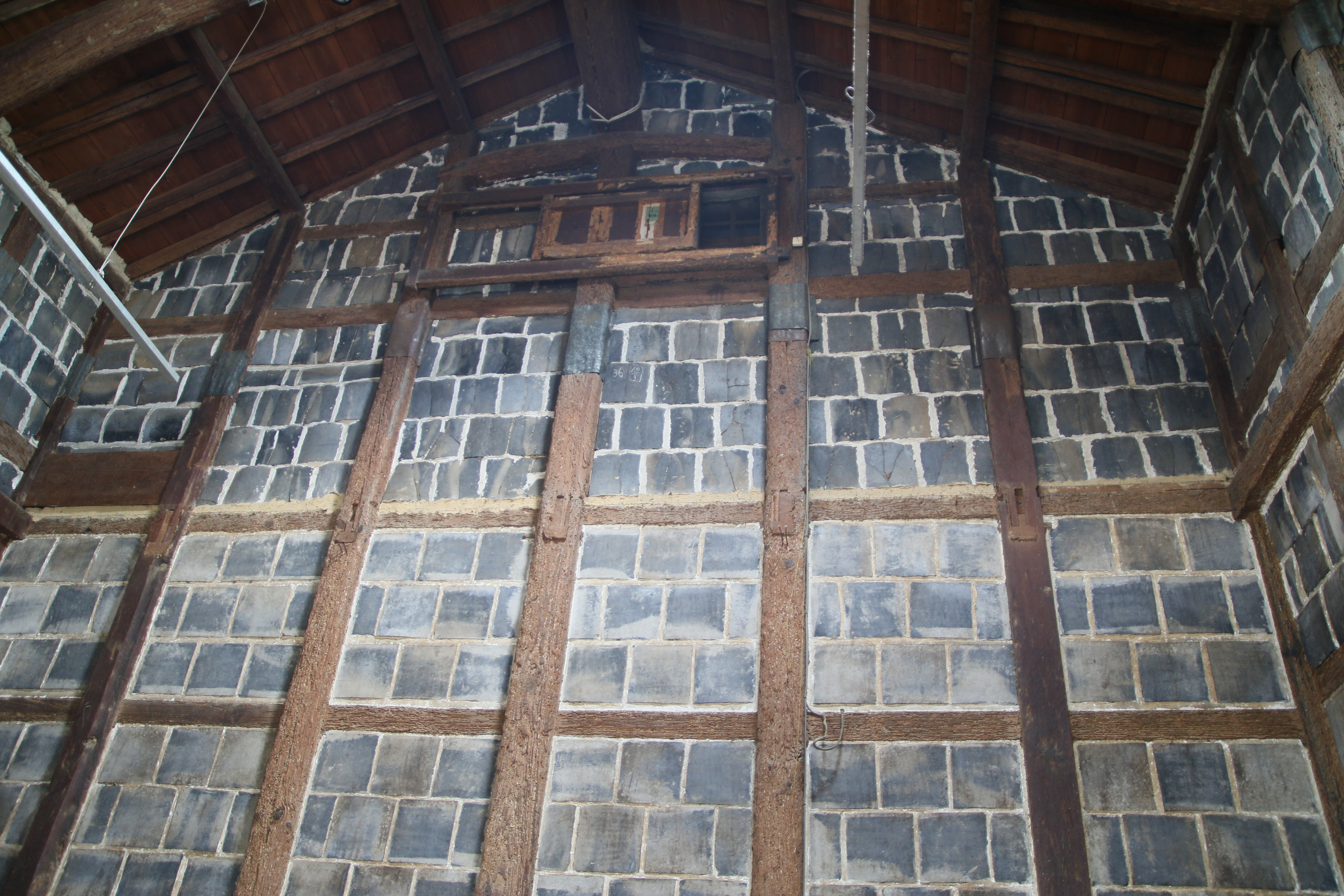
西国屋の蔵の内部

## 仲買町

### 成り立ち
新町の発展とともに仲買人たちが周辺に移り住み、栄えていった地域が次第に仲買町と呼ばれるようになった。

### 町並み
菊池酒造
菊池家は代々庄屋で、明治頃になってから酒造を開業した。江戸時代後期の国学者であり歌人でもある近藤萬丈（ばんじょう）が5代当主菊池源七鎧豊の次男として生まれたことでも知られている。
白神紙商店
江戸中期に玉島港東浜に越前屋として開店、その後移住してきた。明治初年にむろ屋に引き継がれ紙問屋・白神商店として営業している。
旧玉島信用組合
1935年に建設された。その後玉島信用組合となり、1954年から1978年まで玉島商工会議所として利用された。
玉島味噌・醤油蔵
仲買町から円通寺に向かう道にある蔵である。この屋敷は、昔は阿賀崎新田村庄屋屋敷であり、阿賀崎村役場でもあったところである。
吉田畳店
仲買町でもっとも古い。
鴨方屋
呉服商として明治に創業した。
井手屋
江戸から明治にかけて栄えた廻船問屋。建物は江戸中期に建てられたもので、店舗・蔵ともに当時の様子が残っている。現在は井上商事（株）として肥料農業飼料を扱っている。
柳湯
風呂屋の前は甕港座のような芝居小屋であったと言われている。

## 交通アクセス

### JR新倉敷駅から
JR山陽新幹線/山陽本線新倉敷駅から県道41号線を南へ約3キロメートル。

### バス
新倉敷駅南口バスターミナルより、沙美・寄島線玉島中央町停留所下車。